# Silk Stream
Der Silk Stream ist ein Wasserlauf im London Borough of Barnet. Er entsteht an der Nordseite des Edgware Community Hospital aus dem Zusammenfluss von Edgware Brook und Deans Brook. Er fließt in südöstlicher Richtung und mündet in den Nordwesten des Brent Reservoir.